# Triarthria tienshanensis
Triarthria tienshanensis är en tvåvingeart som beskrevs av Ziegler 1991. Triarthria tienshanensis ingår i släktet Triarthria och familjen parasitflugor.
Artens utbredningsområde är Uzbekistan. Inga underarter finns listade i Catalogue of Life.